# 성산중학교 (대구)
성산중학교(城山中學校)는 대한민국 대구광역시 달서구 용산동에 있는 공립 중학교이다.

## 학교 연혁
- 1997년 11월 6일 : 성산중학교 설립 인가(30학급)
- 1999년 3월 1일 : 초대 나장훈 교장 취임
- 1999년 2월 19일 : 신축공사 완공(지하 1층, 지상 4층, 대지면적 13500.7m2)
- 1999년 3월 4일 : 제1회 입학식(11학급 480명)
- 2002년 2월 9일 : 제1회 졸업식(479명)
- 2003년 5월 19일 : 다목적체육장 준공
- 2007년 11월 28일 : 운동장 인조잔디 준공
- 2017년 12월 31일 : 학교 식생활관 현대화 사업 완료
- 2019년 2월 2일 : 한울관(강당) 공사 완공
- 2022년 1월 5일 : 제21회 졸업식(140명, 총 7,783명)
- 2022년 3월 2일 : 제24회 입학식(남 79명, 여 76명 계 155명)
- 2022년 9월 1일 : 제11대 신감철 교장 취임

## 참고 자료
- 성산중학교 - 한국교육학술정보원 학교알리미